# Cso Dzsinho (labdarúgó)
Cso Dzsinho (hangul: 조진호, handzsa: 趙眞浩, RR: Jo Jin-ho), (Tegu (Daegu), 1973. augusztus 2. – Puszan (Busan), 2017. október 10.) válogatott dél-koreai labdarúgó, középpályás, edző.

## Pályafutása
1994-ben 12 alkalommal szerepelt a dél-koreai válogatottban és két gólt szerzett. Részt vett az 1992-es barcelonai olimpián és az 1994-es Egyesült Államokbeli világbajnokságon.

## Sikerei, díjai
Pohang Atoms
- Dél-koreai kupa
  - győztes: 1996

 Seongnam
- Dél-koreai bajnokság
  - bajnok (2): 2001, 2002